# Touch & Go FC
Der Touch & Go FC (meist nur Touch & Go) ist ein Fußballverein aus Otavi in Namibia. 
Der Verein stieg in der Saison 2013/2014 aus der zweithöchsten Spielklasse in die Namibia Premier League auf. Es folgte allerdings der direkte Abstieg mit einem Punkt Abstand zum 13. Platz.